# Гістероскопія

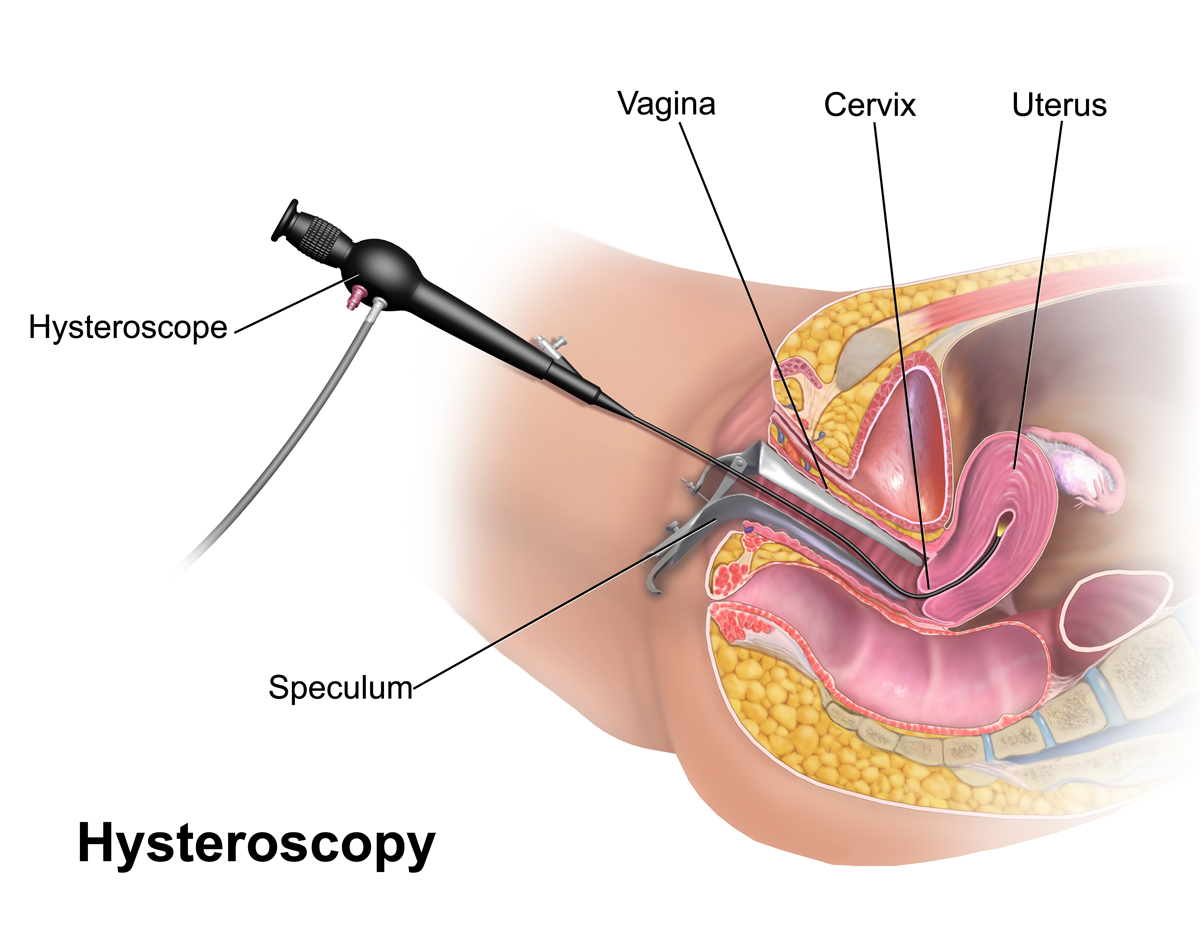
Процедура гістероскопії

Гістероскопія (лат. hyster – матка, лат. scopia – інструментальний огляд) — гінекологічний огляд внутрішньої порожнини матки за допомогою ендоскопа через порожнину вагіни. Метод допомагає оглянути канал шийки матки, порожнину матки, вічка маткових труб з метою більш точної діагностики, щоб проводити або коригувати лікування.

## Показання
- Вроджені аномалії і вади розвитку матки;
- Доброякісні новоутворення в матці — пухлини (міоми матки), поліпи;
- Гіперплазія ендометрію — тканини, яка вистилає внутрішню порожнину матки;
- Порушення менструального циклу у жінок репродуктивного віку, зарясні або недостатні менструації, міжменструальні кровотечі;
- підозра на безпліддя через патології матки, невиношування вагітності;
- Залишки протизаплідної спіралі в матці;
- Наслідки некваліфікованих абортів — залишки плодового яйця, синехії (зрощення тканин), перфорація стінок матки;
- Вагінальні кровотечі після настання менопаузи;
- Синдром Ашермана (спайкові процеси в матці внаслідок травми).

## Застосування
У гінекології гістероскопію застосовують для діагностики захворювань жіночих репродуктивних органів, а оперативну гістероскопію також для лікування:
- гістероскопія пошук причини порушень менструального циклу, маткових кровотеч та незрозумілих новоутворень, виявлених при ультразвуковому дослідженні на гінекологічному огляді, якщо, наприклад, треба визначитись між фіброміомою матки, поліпом, раком ендометрію тощо. Під візуальним контролем можливе взяття біопсії.

- Для операцій в матці використовують товстіші гістероскопи, резектоскопи та неелектролітичні іригаційні розчини. Фіброми і поліпи можуть бути видалені з порожнини матки. В деяких випадках, для лікування тривалих і сильних менструальних кровотеч можна провести видалення ендометрію (абляція ендометрію). Для зупинки маткової кровотечі також може використовуватись високочастотна електрокоагуляція.

## Галерея

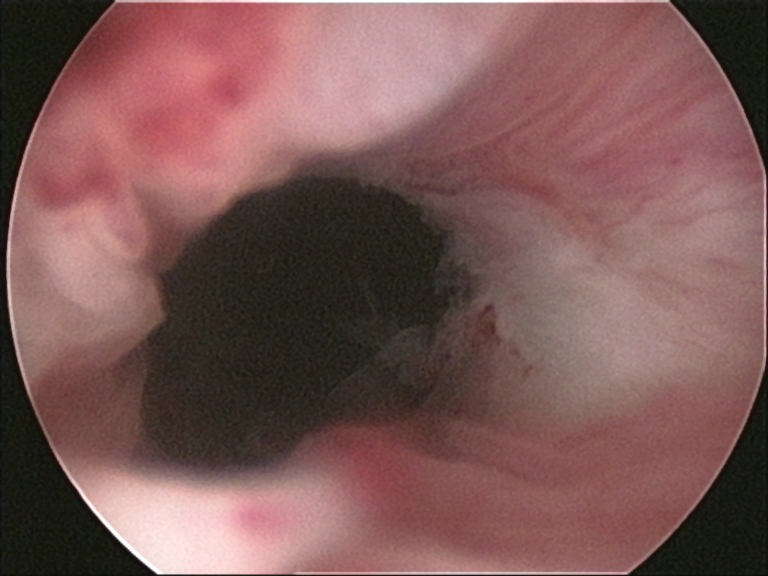
Цервікальний канал
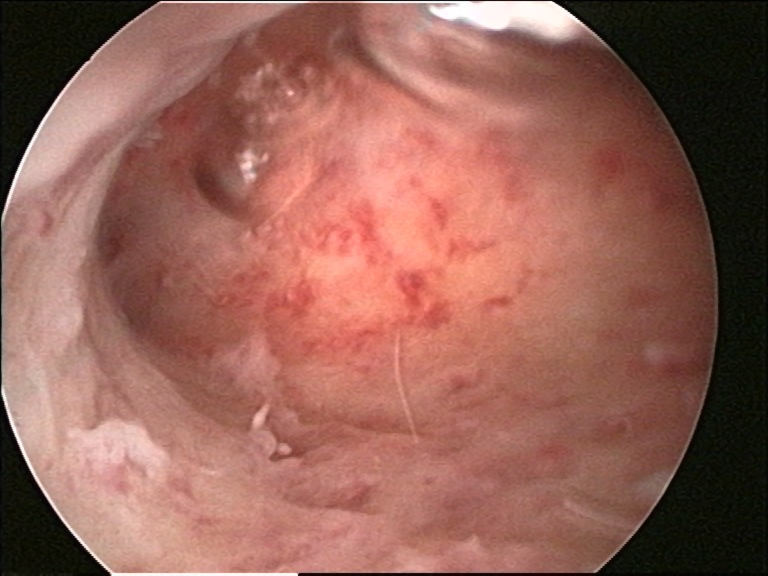
Порожнина матки
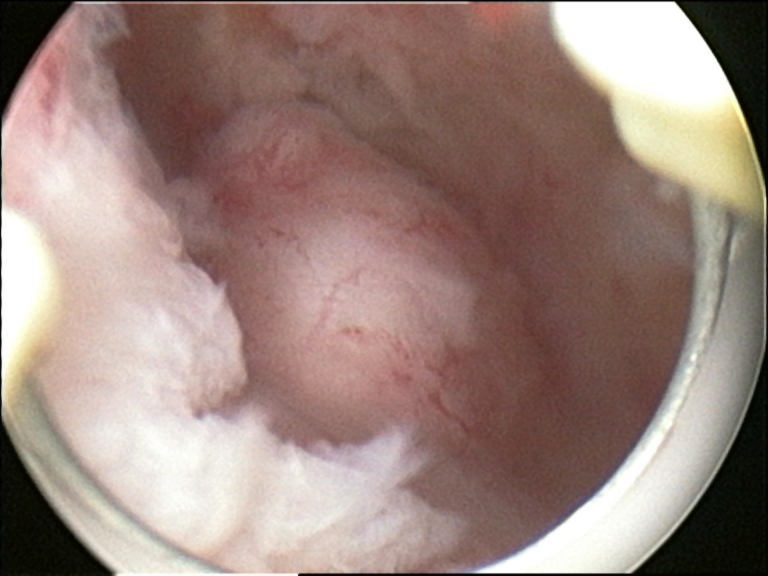
Субмукозна фіброма на задній стінці матки